# 소권괴초 2
소권괴초 2(龍騰虎躍, Fearless Hyena Part II)는 홍콩에서 제작된 나유 감독의 1983년 액션 영화이다. 성룡 등이 주연으로 출연하였고 나유 등이 제작에 참여하였다.

## 출연

### 주연
- 성룡

### 조연
- 진혜루
- 석천
- 전준
- 혜천사
- 임세관